# Kadrapur, Sindgi
Kadrapur là một làng thuộc tehsil Sindgi, huyện Bijapur, bang Karnataka, Ấn Độ.